# Holden (Utah)
Holden is een plaats (town) in de Amerikaanse staat Utah, en valt bestuurlijk gezien onder Millard County.

## Demografie
Bij de volkstelling in 2000 werd het aantal inwoners vastgesteld op 400.
In 2006 is het aantal inwoners door het United States Census Bureau geschat op 388, een daling van 12 (-3,0%).

## Geografie
Volgens het United States Census Bureau beslaat de plaats een oppervlakte van
1,4 km², geheel bestaande uit land. Holden ligt op ongeveer 1456 m boven zeeniveau.

## Plaatsen in de nabije omgeving
De onderstaande figuur toont nabijgelegen plaatsen in een straal van 36 km rond Holden.